# Masume Ebtekar

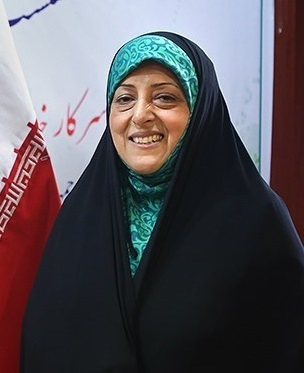
Masume Ebtekar

Masume Ebtekar, urodzona jako Nilufar Ebtekar (ur. 21 września 1960 w Teheranie) – irańska wykładowczyni akademicka (immunolog) i polityk. Jako studentka brała udział w okupacji ambasady Stanów Zjednoczonych w Teheranie, następnie związała się ze stronnictwem irańskich reformistów. Pierwsza w historii Iranu kobieta na stanowisku jednego z równorzędnych wiceprezydentów kraju, sprawująca ten urząd w latach 1997-2005 przy prezydencie Mohammadzie Chatamim, następnie w latach 2013-2017 i ponownie od sierpnia 2017 do 2021 r. przy Hasanie Rouhanim.

## Życiorys
Pochodzi ze średniozamożnej rodziny z Teheranu, jednak w wieku trzech lat wyjechała razem z rodziną do Stanów Zjednoczonych. Wychowywała się w Worcester (stan Massachusetts), a następnie w Upper Darby, na przedmieściu Filadelfii.  Następnie jej rodzina wróciła do Iranu, tam Nilufar Ebtekar podjęła studia na teherańskiej politechnice. Uczęszczała na publiczne wykłady Alego Szari'atiego, które zrobiły na niej ogromne wrażenie.
Popierała rewolucję islamską w Iranie i wzięła udział w okupacji ambasady amerykańskiej w Teheranie. Biegle władając językiem angielskim, była nieoficjalnym rzecznikiem studentów o radykalnych poglądach, którzy przejęli budynek. Występując dla mediów, posługiwała się pseudonimem "siostra Mary" - wybrała to imię, gdyż jest ono znaczące w kulturze amerykańskiej. Jest autorką wspomnień, w których opisała okupację ambasady.
W 1981 dzięki Mohammadowi Chatamiemu objęła stanowisko redaktor naczelnej anglojęzycznego pisma "Kayhan International" i kierowała nim przez dwa lata. Po ukończeniu studiów, w 1995 uzyskała doktorat w zakresie immunologii, pracowała jako wykładowca Uniwersytetu Tarbiat Modares w Teheranie. Opublikowała ponad 40 artykułów naukowych z dziedziny immunologii.
Z czasem odstąpiła od radykalnych poglądów i podobnie jak kilku innych uczestników ataku na placówkę dyplomatyczną przystąpiła do stronnictwa irańskich reformistów. Zaczęła opowiadać się za poprawą stosunków Iranu z Europą i z Zachodem w ogólności, wzywała do podjęcia ogólnospołecznego dialogu w sprawie ograniczeń nakładanych przez irańskie prawo i obyczajowość na kobiety.
Po wyborze reformisty Mohammada Chatamiego na prezydenta Iranu w 1997 Masume Ebtekar została jako pierwsza w historii Iranu kobieta mianowana wiceprezydentem kraju. W szczególności odpowiedzialna była za problemy środowiska. Chatami ponowił nominację dla niej po uzyskaniu reelekcji na drugą kadencję; Ebtekar pozostawała wiceprezydentem Iranu do 2005. W latach 2007–2013 zasiadała w radzie miejskiej Teheranu, przy której utworzyła komitet zajmujący się ochroną środowiska.
Krytykowała politykę następcy Chatamiego, Mahmuda Ahmadineżada; od 2007 prowadziła blog, w którym z pozycji irańskich reformistów pisała m.in. o ochronie środowiska i prawach kobiet. W 2009 odwiedziła kilka rodzin manifestantów zabitych podczas protestów przeciwko wynikom wyborów prezydenckich w Iranie. W kampanii prezydenckiej w 2013 wspierała Hasana Rouhaniego, który po zwycięstwie ponownie mianował ją wiceprezydentem i dyrektorem Agencji Ochrony Środowiska. Poparła porozumienie w sprawie irańskiego programu nuklearnego i wezwała do dopuszczenia Iranu do wspólnego rozwiązywania problemów międzynarodowych, w tym do wypracowania pokojowego rozwiązania konfliktów w Syrii i Jemenie. Po reelekcji Rouhaniego na urząd prezydenta Iranu Masume Ebtekar została ponownie nominowana na jednego z dwunastu wiceprezydentów, jako wiceprezydent ds. kobiet i rodziny.
Zamężna z Mohammadem Haszemim, ma dwójkę dzieci.